# カリフォルニアン・イデオロギー
『カリフォルニアン・イデオロギー』あるいは『カリフォルニア・イデオロギー』とは、1995年にウェストミンスター大学のイギリス人メディア理論家、リチャード・バーブロックとアンディ・キャメロンによって執筆された論文である。バーブロックはこれを「ドットコム・ネオリベラリズムへの批判」として説明している。本論文において、バーブロックとキャメロンは、1990年代のシリコンバレーにおけるネットワーク技術の台頭がアメリカのネオリベラリズムに結びつき、左派と右派の政治的信念が矛盾しつつも融合した、希望に満ちた技術決定論という形で現れていると論じている。
この論文は1995年に雑誌『Mute』で初めて発表され、その後、議論のためにネットタイムのインターネット・メーリングリストにも掲載された。最終版は1996年に『Science as Culture』で発表された。この批評は以降、異なるバージョンや言語で何度も改訂されている。
『Salon』のアンドリュー・レナードは、本論文を「新保守主義的デジタル誇大宣伝に対する最も鋭い批評の一つ」と評している。一方で、『Wired』誌の発行者ルイス・ロセットは、この論文について「経済学への深い無理解を示している」と批判した。

## 批評
1990年代に、シリコンバレーの情報技術産業における企業家層の一部は、マーシャル・マクルーハンの思想と、急進的な個人主義、リバタリアニズム、ネオリベラリズム経済の要素を組み合わせたイデオロギーを声高に支持し、『Wired』誌などの出版物を通じてその思想を広めた。このイデオロギーは、1960年代のカウンターカルチャーやテクノ・ユートピア主義に基づき、新左翼と新右翼の信条を反国家主義という共通の関心から混合したものであった。
支持者たちは、ポスト産業社会やポスト資本主義においては、知識経済を基盤に情報と知識の利用が成長と富の創出を促進し、国家という旧来の権力構造は、仮想コミュニティでつながる個人に置き換わると信じていた。
批判者は、カリフォルニアン・イデオロギーが個人よりも企業の権力を強化し、社会的格差を拡大させ、アメリカ中心主義を色濃く残していると主張する。バーブロックは、このイデオロギーに従うデジタルエリート層が反動的モダニズムの一形態を受け入れていると論じる。彼によれば、「アメリカのネオリベラリズムは、経済的進歩と社会的停滞という、反動的モダニズムの矛盾する目標を成功裏に達成したように見える。すべての人々を解放するという長期的目標が決して達成されないからこそ、デジタルエリートの短期的な支配は永続するのである」。

## 影響
フレッド・ターナーによれば、バーモント大学の社会学者トーマス・ストリターは、カリフォルニアン・イデオロギーがロマン主義的個人主義のパターンの一環として現れ、スチュアート・ブランドがその主要な影響であると指摘している。また、アダム・カーティスはカリフォルニアン・イデオロギーの起源をアイン・ランドのオブジェクティビズムに結びつけている。

## 受容
『Rewired』のデビッド・ハドソンは、バーブロックとキャメロンの中心的な主張には概ね同意しているが、Wired誌の立場が業界全体の観点を代表するかのように描かれている点に異議を唱えている。「バーブロックが裏で言っていることは、ワイヤード世界の権力を握る人々が、極端に歪んだ哲学的構造に導かれているということだ」とハドソンは述べており、業界には一つのイデオロギーではなく、さまざまなイデオロギーが存在していると主張している。
『Salon』のアンドリュー・レナードは、この論文を「右派リバタリアンのデジタル知識人によるインターネット支配に対する明快な批判」であり、「新保守主義的なデジタル誇大宣伝への最も鋭い批判の一つ」と評している。さらに、レナードはワイアード誌の元編集長兼発行者であるルイス・ロセットからの「辛辣な」反応にも言及している。
ロセットによる反論はMute誌にも掲載され、この論文について「経済学に対する深い無理解を示している」と批判した。また、論文が示唆する「独自のヨーロッパ的（しかし曖昧なまま定義されていない）混合経済の解決策」がインターネットにとってより良いという主張にも異議を唱え、ヨーロッパの技術開発が「シーメンスやフィリップスのような巨大な寡頭制組織が、不手際な官僚機構と結託して、地域およびEU全域の国家機関が集めた税金を吸い上げ、ほとんど例外なく失敗している巨大技術プロジェクトに注ぎ込んでいること」によって妨げられていると主張した。また「高いヨーロッパの税金が技術への支出を制限し、その結果、発展が遅れている」とも述べている。
同じくSalonのゲイリー・カミヤは、この論文の主張の正当性を認めつつも、ロセットと同様に、バーブロックとキャメロンが「ハイテク・リバタリアニズムを人種差別の復活と結びつける、ばかげたアカデミズム的マルクス主義的主張」を批判した。
コロンビア大学の建築史家カジス・ヴァーネリスは、カリフォルニアン・イデオロギーが提唱する民営化にもかかわらず、シリコンバレーとカリフォルニアの経済成長は「移民労働者の搾取や防衛予算、企業への政府補助金、非市民の貧困層の搾取なしには成り立たなかった」と指摘し、これが将来の政府のモデルになる可能性があると述べている。
2011年のドキュメンタリー『All Watched Over by Machines of Loving Grace』において、カーティスはカリフォルニアン・イデオロギーがその主張を実現できなかったと結論づけている。
カリフォルニア・イデオロギーの元々の約束は、コンピュータが私たちを従来のあらゆる政治的支配から解放し、私たちが自らの運命を支配するランド的なヒーローになるというものであった。しかし、今日、私たちはその逆を感じている。つまり、我々はグローバルシステムの無力な構成要素であり、そのシステムは我々が挑戦したり変えたりすることのできない硬直した論理に支配されている。
2015年、『Wired』誌は「当初シリコンバレーの支持者たちから『狂信的左翼』の仕事と非難された『カリフォルニアン・イデオロギー』は、ネットの企業支配やNSAの大規模な監視プログラムが明るみに出たことで証明された」と報じた。
2022年には、ハスメット・M・ウルオルタとローレンス・クイルが「テックラッシュやギグエコノミーに対する懸念、そしてデータマイニングの曖昧な目的を踏まえ、カリフォルニアン・イデオロギーの次の段階に入る中で、プラットフォームに依存する開かれた社会の可能性を再考する必要がある」と述べている。

## 関連ページ
- Paulina Borsook, Cyberselfish (2000)
- Carmen Hermosillo
- 企業支配
- サイバー・ユートピアニズム
- 暗黒啓蒙
- ドットコム企業
- Intellectual property
- リバタリアン・トランスヒューマニズム
- 監視資本主義
- テクノクラート
- テクノ資本主義
- テクノ・リバタリアニズム
- ヴィーナス・プロジェクト
- TESCREAL